# Josef Černý (ministr)
Josef Černý (23. prosince 1922 Plzeň – 3. ledna 1971) byl český a československý politik Komunistické strany Československa, na počátku normalizace ministr zemědělství a výživy České socialistické republiky.

## Biografie
Narodil se v Plzni-Doubravce. Vyučil se soustružníkem a v letech 1937–1942 pracoval jako soustružník kovů v plzeňských Škodových závodech. Roku 1940 vstoupil do KSČ (tehdy v ilegalitě). V červnu 1942 ho zatklo gestapo a v letech 1942–1945 byl vězněn v nacistických koncentračních táborech. Po osvobození se zapojil do politického života. V letech 1945–1947 byl pracovníkem Krajského výboru KSČ v Plzni, v letech 1948–1950 tajemníkem a pak i předsedou Okresního národního výboru ve Stříbře. V období let 1950–1952 působil jako ředitel Krajského výkupního podniku a v letech 1952–1954 na postu ředitele Krajské správy státních statků. V letech 1954–1957 vystudoval Vysokou školu politickou ÚV KSČ v Praze, pak se v letech 1957–1960 stal vedoucím tajemníkem Okresního výboru KSČ Horšovský Týn a v letech 1960–1968 vedoucím tajemníkem Okresního výboru KSČ Tachov. Roku 1968 byl ustanoven ředitelem oborového podniku státní statky v Tachově. V letech 1958–1966 ho XI. sjezd KSČ a XII. sjezd KSČ zvolil kandidátem Ústředního výboru Komunistické strany Československa a roku 1966 ho XIII. sjezd KSČ ustanovil členem ÚV KSČ. Do této funkce ho opětovně zvolil i Vysočanský sjezd KSČ v srpnu 1968. Bylo mu uděleno Vyznamenání Za zásluhy o výstavbu a Vyznamenání Za vynikající práci.

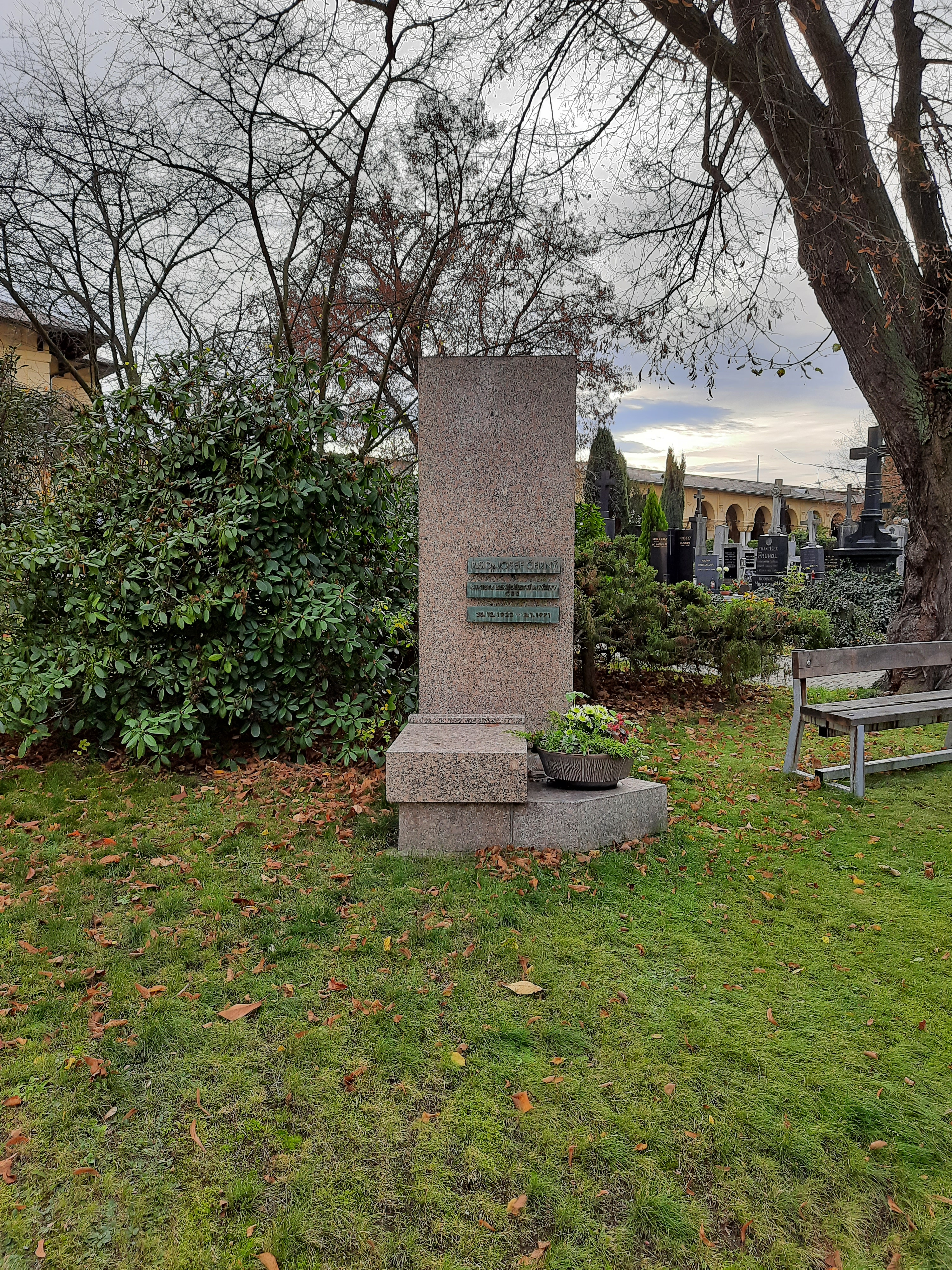
Hrob RSDr. Josefa Černého na Ústředním hřbitově v Plzni

Po provedení federalizace Československa byl 8. ledna 1969 jmenován členem české vlády Stanislava Rázla jako ministr zemědělství a výživy. Funkci si podržel i v následující vládě Josefa Kempného a Josefa Korčáka až do své smrti v lednu 1971.
Byl zpopelněn a pohřben na Ústředním hřbitově v Plzni.